# 397年
| 千纪： | 1千纪 |
| 世纪： | 3世纪 \| 4世纪 \| 5世纪 |
| 年代： | 360年代 \| 370年代 \| 380年代 \| 390年代 \| 400年代 \| 410年代 \| 420年代 |
| 年份： | 392年 \| 393年 \| 394年 \| 395年 \| 396年 \| 397年 \| 398年 \| 399年 \| 400年 \| 401年 \| 402年                                                                                |
| 纪年： | 丁酉年（鸡年）；东晋隆安元年；后燕永康二年；后秦皇初四年；西秦太初十年；北魏皇始二年；后凉龍飛二年；南凉太初元年；北凉神玺元年；慕容詳建始元年；慕容麟延平元年；高句丽永乐七年 |

## 大事记
- 中国
  - 正月，拓跋珪親征信都，守將慕容鳳棄城出逃，慕容寶趁魏主攻信都出屯深澤，並派慕容麟攻楊城（今河北省順平縣境），那時因為北魏有內亂，拓跋珪打算先和後燕停戰以解決事件，但慕容寶認為是反敗為勝的機會，拒絕之餘更糾集大軍對北魏作出反擊。
  - 二月，後燕慕容寶派出大軍於柏肆截擊北還的魏軍，企圖反擊并州，爆發柏肆之戰，最後被北魏道武帝拓跋珪擊敗。而後拓跋珪大舉入侵，圍陷後燕首都中山，並遷都到平城。慕容寶則向北撤至根本之地龍城，後燕分裂為兩地，位在南方的慕容德被慕容寶任命為丞相，領冀州牧。
  - 三月，慕容寶原本答應送還拓跋觚及割地作為停戰條件，但不久又反悔，拓跋珪回軍又命諸將圍攻中山。慕容麟以武力脅逼統領禁軍的北地王慕容精謀殺慕容寶，但遭慕容精拒絕，慕容麟於是殺慕容精逃出中山，依附丁零遺眾。不久，慕容寶乘夜撤出中山，出奔龍城，城內人們就立了開封公慕容詳為主繼續抵抗北魏軍。慕容寶與太子慕容策、遼西王慕容農、高陽王慕容隆、長樂王慕容盛率領一萬多騎兵，出城投奔慕容會，出奔時部眾和慕容麟部遇上，慕容麟恐懼之下帶著部眾逃到蒲陰（今河北省順平縣），及後再移屯望都（今河北省望都縣）, 獲當地人補給支援。慕容詳其時派兵進攻望都，俘其妻兒，逼令慕容麟逃到山中。
  - 四月，慕容寶次子慕容會叛變，自稱皇太子、錄尚書事，以討慕輿騰為名攻向龍城，被高雲夜襲而潰敗，被開封公慕容詳殺死。
  - 五月，拓跋珪久攻中山不下，命令軍隊撤圍南走以待時機。慕容詳遂即皇帝位，改元建始。
  - 七月，慕容麟在中山發動兵變殺害慕容詳，稱帝改元延平。
  - 九月，中山爆發嚴重飢荒，慕容麟率眾出據新市，拓跋珪遂親率軍隊攻中山。
  - 十月，慕容麟退守派水，不久在義台遭拓跋珪擊敗，慕容麟自去年號往鄴城投靠范陽王慕容德
  - 臣屬後涼的禿髮烏孤叛變獨立，建立南涼。
  - 沮渠蒙遜起兵反後涼，擁漢人段業為涼州牧，后来建立北涼。
  - 後秦皇帝姚興派姚崇攻洛陽失敗。
  - 東晉尚書僕射王國寶、建威將軍王緒倚仗當權的會稽王司馬道子，因畏懼青兗二州刺史王恭，圖謀削弱各方鎮。
  - 5月19日——外戚王恭因不滿朝政，以討伐王國寶爲名而率北府軍起兵反晉。
  - 5月29日——司馬道子為求平息亂事賜死王國寶，王恭罷兵回鎮京口。
  - 響應王恭的王廞不肯罷軍，反攻伐王恭，王恭於是派劉牢之在曲阿擊潰王廞，王廞失蹤而劉牢之在戰後領晉陵郡太守。
- 羅馬帝國
  - 第三次迦太基大公會議，各地主教們齊聚共同承認今天通行的廿七本新約聖經為正典。
  - 西羅馬帝國斯提里科將軍在馬其頓行省大破西哥特王國阿拉里克一世的軍隊，並平息在非洲发生由吉爾多領導的叛亂。

## 逝世
- 5月29日——王國寶，中書令王坦之第三子。晉孝武帝及司馬道子的寵臣。
- 慕容精，慕容部首领慕容涉归曾孙，慕容运之孙，慕容制之子，封北地王。
- 慕容詳，燕文明帝慕容皝的曾孙，后燕宗室，封开封公，後一度稱燕帝。
- 慕容朗，燕成武帝慕容垂之子，封渤海王，被叛將段速骨殺死。
- 慕容鑒，燕成武帝慕容垂之子，封博陵王，被叛將段速骨殺死。
- 慕容隆，燕成武帝慕容垂之子，封高陽康王，死於慕容會叛變。
- 慕容會，燕惠愍帝慕容寶第二子，慕容盛之異母弟，獻哀太子慕容策之庶兄。